# Операція «Хей № 2 Го»
Операція «Хей № 2 Го» («Хіноє № 2 Го») – конвойна операція, яка планувалась японським командуванням в 1943 році в межах облаштування нових гарнізонів на північному узбережжі Нової Гвінеї. 
В листопаді 1942-го союзники почали наступ на японські гарнізони в районі Буна – Гона на північно-східному завершенні Нової Гвінеї. Розвиток цієї операції (яка відбувалась на тлі невдалого перебігу битви за Гуадалканал на сході Соломонових островів) спонукав японське командування узятись за облаштування сильних гарнізонів на північному узбережжі Нової Гвінеї, яке ще поки було віддаленим тиловим районом. В межах цього задуму у грудні 1942-го за рахунок військ, що вже були доправлені до Океанії, провели перші висадки у Мадангу та Веваку, після чого послідувало перекидання в січні та лютому 1943-го головного контингенту з Азії в межах конвойних операцій «Хей № 1 Го» та «Хей № 3 Го» – транспортування основних сил 20-ї та 41-ї піхотних дивізій. 
Ще однією конвойною операцією мала стати «Хей № 2 Го», запланована для доставки з Маньчжурі 208-го легкобомбардувального полку ВПС Імперської армії Японії, який мав пройти у Хамамацу (дві сотні кілометрів на південний захід від Токіо) процес переозброєння на бомбардувальник Kawasaki Ki-48 із одночасним формуванням третьої ескадрил’ї. Втім, «Хей № 2 Го» скасували, а 208-й полк у лютому 1943-го переправили на авіаносцях на атол Трук (тут в центральній частині Каролінського архіпелагу знаходилась головна японська база в Океанії). Тут він кілька місяців проходив тренування і лише в травні – червні був відправлений через Рабаул (головна передова база у архіпелазі Бісмарка, з якої провадились японські операції на Соломонових островах та сході Нової Гвінеї) на Нову Гвінею.